# Country progressive
Genres dérivés
Outlaw country, country alternative
La country progressive (aussi appelée country cosmique, musique cowboy cosmique, gonzo country, redneck rock et twang core) est un terme utilisé de diverses manières pour décrire un mouvement, un format radio ou un genre de musique country développé à la fin des années 1960 et au début des années 1970 en réaction contre le Nashville sound, lisse et orienté vers la pop. Les artistes de la country progressive se sont inspirés du Bakersfield sound, du honky tonk classique et du rock 'n' roll, ainsi que du folk, du bluegrass, du blues et du rock sudiste[3]. La country progressive est parfois confondue avec l'outlaw country, que certains fans de country considèrent comme une variante plus dure, et avec la country alternative.

## Définition et caractéristiques
La country progressive est considérée comme un mouvement, un genre ou un format radio. Elle se développe à la fin des années 1960 et au début des années 1970, en réaction au son lisse et pop de la musique country de Nashville,. Ce mouvement est popularisé sous les noms de « musique cowboy cosmique », « twang core », « country cosmique », country progressive, « redneck rock », « gonzo country » et, le plus souvent, outlaw country. L'expression « musique cowboy cosmique » est tirée d'une chanson Cosmic Cowboy Music de Michael Martin Murphey. Certains fans de country considèrent l'outlaw country comme une variante légèrement plus dure de la country progressive. Au milieu des années 1970, les artistes de country progressive entrent dans le courant dominant, généralement sous la forme de reprises par d'autres artistes, et la « country progressive » est devenue l'étiquette standard pour la musique qui mélange la country, le rock, le blues et le gospel. Dans les années 1980 et 1990, la country progressive se transforme en country alternative, et les deux termes sont parfois utilisés de manière interchangeable, les clubs de rock alternatif commençant à réserver des groupes de country qui s'insurgent contre une scène country grand public qui avait adopté la country pop.
La country progressive s'inspire à la fois du Bakersfield sound, du honky tonk classique, des œuvres de l'auteur-compositeur-interprète contemporain Bob Dylan et du rock 'n' roll, ainsi que du folk, du bluegrass, du rock sudiste et du blues. Une autre influence importante sur la country progressive est celle de Roger Miller, qui, en mélangeant la country avec le jazz, le blues et la pop, « utilise des dispositifs harmoniques et rythmiques inhabituels dans son art sophistiqué de la chanson ». Tommy Caldwell du Marshall Tucker Band pense que la country progressive mêlait les structures et les riffs de la musique country avec le jazz improvisé, sur laquelle des structures plus complexes pouvaient être construites à partir de la base de la musique country. L'utilisation par le Marshall Tucker Band d'instruments tels que des flûtes et des saxophones, ainsi que la fusion d'instruments rock et de mélodies country, les distinguent des autres groupes de rock sudiste. Marty Stuart, qui déclare avoir été influencé par la «  country cosmique » sur son album Altitude sorti en 2023, définit la « country cosmique » comme « un état d'esprit ». C'est un terme qui n'a jamais été entièrement défini, exploré ou complété. Mon idée de la country cosmique est la musique expérimentale des Byrds ou des Flying Burrito Brothers. » Certains chanteurs de country progressiste sont également influencés par la politique progressiste de la contre-culture des années 1960,. 